# Elecciones estatales de Veracruz de 2016
Las elecciones estatales de Veracruz de 2016, denominadas oficialmente Proceso Electoral Ordinario 2015-2016, se llevaron a cabo el domingo 5 de junio de 2016, y en ellas fueron renovados los titulares de los siguientes cargos de elección popular del estado mexicano de Veracruz:
- Gobernador de Veracruz: titular del Poder Ejecutivo estatal, electo para un periodo de seis años no reelegibles en ningún caso. No obstante, por ocasión excepcional, la Suprema Corte de Justicia de la Nación validó la elección de gobernador para un periodo de dos años, con el objetivo de adecuarse al calendario de las elecciones federales de 2018.[4] El candidato electo fue Miguel Ángel Yunes Linares.

- 50 diputados al Congreso del Estado: 30 electos por mayoría relativa y 20 por el principio de representación proporcional, electos por única ocasión para un periodo de dos años.[5]

La lista nominal de electores fue de aproximadamente 5.6 millones de personas. Los periodos electorales en Veracruz se ajustaron después de esta elección para emparejarse con las elecciones federales de 2018, por lo que los puestos emanados de estas elecciones tendrán una duración de dos años. Debido a que no tuvieron el mínimo de 3% del total de votos, Alternativa Veracruzana y el Partido Cardenista perdieron el registro como partidos políticos estatales.
Estuvo organizada por el Organismo Público Local Electoral de Veracruz y el Instituto Nacional Electoral. La victoria de Miguel Ángel Yunes Linares, de la coalición Partido Acción Nacional y Partido de la Revolución Democrática, puso fin a 86 años de victorias consecutivas del Partido Revolucionario Institucional.

## Resultados

### Congreso del Estado de Veracruz

Conformación del Congreso:
PAN
Morena
PRI
PRD
PVEM
AVE
NA

| 16 PAN 13 Morena 10 PRI 5 PRD | 3 PVEM 2 AVE 1 NA |

|  | 26.52 % |

|  | 22.73 % |

|  | 22.28 % |

|  | 6.86 % |

|  | 5.54 % |

|  | 2.70 % |

|  | 2.39 % |

|  | 2.09 % |

|  | 2.01 % |

|  | 1.57 % |

|  | 1.31 % |

|  | 4.01 % |

|  | 100 % |